# 月深ツキ
月深 ツキ（つきみ つき、Tsuki Tsukimi ）は、日本のバーチャルYouTuber。

## 人物
- 今は廃れてしまった月深神社の使い狐で、バーチャル神社として月深神社を再興していくことを使命として活動している[3]。
- 黒狐の『ツ』と白狐『キ』が人間界に顕現するために生み出された権限体で、顕現時（人型）の時の身長は155cm（耳部分を除く）、狐の姿の時の体長は約30cm。誕生日は顕現（デビュー）日から5月4日である。
- 挨拶はこんにちわと友達の『たれこ』をかけた『こんたれ』と、まったりとかけた『まったれ』が使われている。
- チャームポイントは耳と尻尾、鳥居型の髪飾りで、腕に友達でみつきPこと中恵光城のマスコットキャラクターの『たれこ』を抱えている[3]。顕現体の時は主に人の耳を使っているが狐の耳も使う事が出来、配信中に動く。
- 好きなものは歌、ゲーム、御饅頭、いなり寿司、その他おいしいもので、特に歌については曲ごとに幅広い音域、表現力を発揮する。
- 特技は妖術でイタコのように誰か一人の意識を自身の体におろすこと。この特技を生かして朗読では複数の役を演じ分けたり、元々複数ボーカルの楽曲を1人でカバーするなどをしている。
- 苦手なものはこわいものと人参であるが、たまにホラーゲームも実況配信する。
- 勉強家で英語の勉強を配信でやる他、日本国外からの視聴者の日本語以外の言語にもよく応えようとしている。
- 当初は敬語キャラであったが、徐々に敬語が抜けていき実はぬけているところが露わになり、ぽんこツキ（Ponkotsuki）と呼ばれることがしばしば。
- キャラクターデザインは三嶋くろね[2]でみしままと呼ばれ、たまに配信にも登場する。ファンネームは『ツキびと』で、配信タグが『#おつきみたいむ』、ファンアートタグが『#月深神社絵馬』

## 活動
- 2021年4月27日 - カウントダウン開始
- 2021年5月4日 - 顕現（デビュー）
- 2021年5月5日 - 初お披露目配信・登録者数1000人突破
- 2021年5月7日 - Vtuberランキングにて新人ランキング10位
- 2021年8月2日 - Vポスにて新人Vtuberランキング1位
- 2021年8月17日 - 登録者数5000人突破
- 2021年11月23日 - 登録者数10,000人突破・オリジナル楽曲制作決定
- 2022年11月19日 - 自身の1stライブプロジェクトをCampfireでクラウドファンディング募集開始。目標500万円に対し848万円集まり成功した。[4]
- 2023年3月14日 - コスプレイヤー応援アプリCOSPO開催×Vtuberスタイルコスプレ衣装制作オーディションで1位。制作された衣装は別途オーデションで選ばれたコスプレイヤーが着用しVtuberスタイル2024年2月号に掲載[5]
- 2022年4月30日 - 1stアルバム"月狐ノ奏ｰTSUKINOKANADEｰ”を2022年M3春で先行販売[6]
- 2023年5月4日 - 活動1周年を記念し、月深ツキ1st 3D Live "月深祭-TSUKIMISAI-"開催。同日"月狐ノ奏ｰTSUKINOKANADEｰ”を正式リリース
- 2023年3月22日 - Vtuber専門プラットフォームのVtipでβ版リリース日からの公認タレントとして活動を開始[7]
- 2023年9月28日 - Vtuberスタイル10月号掲載[8]
- 2024年6月16日 - チャンネル登録者数50,000人突破

## ディスコグラフィー

### 配信限定シングル
| 発売日        | タイトル       | レーベル          |
| ------------- | -------------- | ----------------- |
| 2022年5月4日  | 狐春日和       | ABSOLUTE CASTAWAY |
| 2022年11月4日 | 相即不離       | ABSOLUTE CASTAWAY |
| 2023年1月26日 | Resonant Piece | ABSOLUTE CASTAWAY |
| 2023年2月27日 | 月祀り         | ABSOLUTE CASTAWAY |
| 2023年3月25日 | 二律背反       | ABSOLUTE CASTAWAY |
| 2023年4月18日 | 光             | ABSOLUTE CASTAWAY |
| 2024年2月14日 | いろがさね     | ABSOLUTE CASTAWAY |
| 2024年6月22日 | 夜狐七変化     | ABSOLUTE CASTAWAY |

### アルバム
| 発売日       | タイトル                | レーベル          |
| ------------ | ----------------------- | ----------------- |
| 2023年5月4日 | 月狐ノ奏ｰTSUKINOKANADEｰ | ABSOLUTE CASTAWAY |

### 参加作品
| 発売日        | タイトル                                                                                      |
| ------------- | --------------------------------------------------------------------------------------------- |
| 2024年3月23日 | V-TIPS『コールアンドレスポンス (feat. 伝輝うなき, 月深ツキ, 水縹ぺち, Nanoha。 & 夜世生 宵)』 |